# U-70 (1940)
U-70 – niemiecki okręt podwodny typu VII C z okresu II wojny światowej. Okręt wszedł do służby w 1940. 

## Historia
Okręt wyszedł na pierwszy i jedyny patrol bojowy z bazy w Kilonii 20 lutego 1941. Zatopiony na południowy wschód od Islandii na pozycji 65°15′00″N 14°00′00″W/65,250000 -14,000000  przez brytyjskie korwety HMS „Camellia”  i  HMS „Arbutus”. Zginęło 20 członków załogi U-70, 25 zostało uratowanych. Do momentu zatopienia U-70 zatopił jeden statek o tonażu 820 BRT i uszkodził 3 o łącznym tonażu 20 484 BRT.

## Przebieg służby
- 23.11.1940 - 31.01.1941 - 7. Flotylla U-bootów w  Kilonii (szkolenie)
- 01.02.1941 - 07.03.1941 - 7. Flotylla U-bootów w  Saint-Nazaire (okręt bojowy)
- 07.03.1941 - zatopiony

Dowódcy:

23.11.1940 - 07.03.1941 - Kapitanleutnant (kapitan marynarki) Joachim Matz 